# Argo (film)
Argo är en amerikansk historisk thrillerfilm från 2012 regisserad av Ben Affleck, som även spelar huvudrollen, och med manus av Chris Terrio.
På Oscarsgalan 2013 utsågs Argo till Bästa film; på Golden Globe-galan 2013 utsågs Argo till Bästa film – drama, och Ben Affleck fick där priset för Bästa regi.

## Handling
Argo är baserad på en verklig händelse och tar avstamp från den 4 november 1979 i Teheran där den iranska revolutionen pågår. När USA:s ambassad stormas tas all personal som gisslan förutom sex amerikaner som flyr till den svenska och den kanadensiska ambassaden och som senare gömmer sig i den kanadensiska ambassadörens residens, men de iranska revolutionärerna är dem på spåren. Detta då de upptäcker att de sex amerikanerna saknas bland gisslan. Iranska barn får då i uppgift att återskapa de pappersdokumenten som ambassadpersonalen strimlade i en dokumentförstörare. Detta för att de nya iranska myndigheterna skall kunna få personuppgifter om och bilder på de sex saknade.  
Amerikanska UD planerar med hjälp av CIA att genomföra en operation för att få ut de sex amerikanerna ur Iran. CIA anlitas som rådgivare med Jack O'Donnell (Bryan Cranston) och Tony Mendez (Ben Affleck) med i planeringsmötena. Bland annat planeras att ta de sex till gränsen till Irak med hjälp av cyklar. CIA-agenten Tony Mendez lyckas övertyga CIA om en räddningsoperation där de sex ska låtsas att de ingår i ett kanadensiskt filmteam som varit på rekognoseringsresa för en sci-fi-film kallad Argo efter planeten där handlingen ska utspelas. Mendez får idén från filmen "Apornas planet". Filmen iscensätts med hjälp av John Chambers (John Goodman) och producenten Lester Siegel (Alan Arkin). Mendez åker via Turkiet till Iran för att träffa amerikanarna i den kanadensiska ambassadörens hem och ge dem deras falskeligen skapade kanadensiska identitetshandlingar.  
Efter två dagar ska aktionen starta men Mendez får ett meddelande att aktion har ställts in. Detta för att inte skapa en konflikt med en planerad militär fritagning av gisslan på ambassaden, men efter ett inre övervägande agerar Mendez ändå. Hans chef O'Donnell måste nu återfå tillståndet att agera för att kunna få fram flygbiljetterna och i sista stund ges godkännandet av president Jimmy Carter. Gruppen åker ut till flygplatsen som bevakas bl.a. av det iranska revolutionsgardet. De klarar sig igenom de tre kontrollerna men vakterna från iranska revolutionsgardet i den sista kontrollen får information om vilka de är kort tid efter att de lämnat deras kontroll. De försöker då stoppa flyget men planet hinner lyfta. När Swissair-planet meddelar att man lämnat iranskt luftrum kan de sju amerikanarna andas ut.

## Roller
- Ben Affleck - Tony Mendez
- Bryan Cranston - Jack O'Donnell
- Alan Arkin - Lester Siegel
- John Goodman - John Chambers
- Tate Donovan - Robert Anders
- Clea DuVall - Cora Lijek
- Christopher Denham - Mark Lijek
- Scoot McNairy - Joe Stafford
- Kerry Bishé - Kathy Stafford
- Rory Cochrane - Lee Schatz
- Victor Garber - Ken Taylor
- Kyle Chandler - Hamilton Jordan (Vita husets stabschef)
- Chris Messina - Malinov
- Željko Ivanek - Robert Pender
- Titus Welliver - Jon Bates
- Bob Gunton - Cyrus Vance (USA:s utrikesminister)
- Philip Baker Hall - Stansfield Turner[9] (Chef för CIA) (Okrediterad)
- Richard Kind - Max Klein
- Richard Dillane - Peter Nicholls
- Keith Szarabajka - Adam Engell
- Michael Parks - Jack Kirby
- Tom Lenk - Rodd
- Christopher Stanley - Tom Ahern
- Page Leong - Pat Taylor
- Taylor Schilling - Christine Mendez
- Ashley Wood - Beauty
- Barry Livingston - David Marmor
- Sheila Vand - Sahar
- Omid Abtahi - Reza
- Karina Logue - Elizabeth Ann Swift
- Adrienne Barbeau - Nina
- Fouad Hajji - Komiteh

## Trivia
Ben Affleck ville initialt att Brad Pitt skulle spela Tony Mendez, men Pitt kunde inte på grund av andra projekt som han var igång med.

## Utmärkelser
| År   | Pris         | Resultat  | Kategori                  | Personer                                       |
| ---- | ------------ | --------- | ------------------------- | ---------------------------------------------- |
| 2012 | Oscar        | Belönad   | Bästa film                | Grant Heslov, Ben Affleck, George Clooney      |
| 2012 | Oscar        | Belönad   | Bästa manus efter förlaga | Chris Terrio                                   |
| 2012 | Oscar        | Belönad   | Bästa klippning           | William Goldenberg                             |
| 2012 | Oscar        | Nominerad | Bästa manliga biroll      | Alan Arkin                                     |
| 2012 | Oscar        | Nominerad | Bästa filmmusik           | Alexandre Desplat                              |
| 2012 | Oscar        | Nominerad | Bästa ljud                | John Reitz, Gregg Rudloff, Jose Antonio Garcia |
| 2012 | Oscar        | Nominerad | Bästa ljudredigering      | Erik Aadahl, Ethan Van der Ryn                 |
| 2012 | Golden Globe | Belönad   | Bästa film – drama        | Argo                                           |
| 2012 | Golden Globe | Belönad   | Bästa regi                | Ben Affleck                                    |
| 2012 | Golden Globe | Nominerad | Bästa manliga biroll      | Alan Arkin                                     |
| 2012 | Golden Globe | Nominerad | Bästa manus               | Chris Terrio                                   |
| 2012 | Golden Globe | Nominerad | Bästa filmmusik           | Alexandre Desplat                              |
| 2012 | BAFTA        | Belönad   | Bästa film                | Argo                                           |
| 2012 | BAFTA        | Belönad   | Bästa regi                | Ben Affleck                                    |
| 2012 | BAFTA        | Belönad   | Bästa klippning           | William Goldenberg                             |
| 2012 | BAFTA        | Nominerad | Bästa manliga huvudroll   | Ben Affleck                                    |
| 2012 | BAFTA        | Nominerad | Bästa manliga biroll      | Alan Arkin                                     |
| 2012 | BAFTA        | Nominerad | Bästa manus efter förlaga | Chris Terrio                                   |
| 2012 | BAFTA        | Nominerad | Bästa filmmusik           | Alexandre Desplat                              |